# Heinrich Brandenberger (Ingenieur)

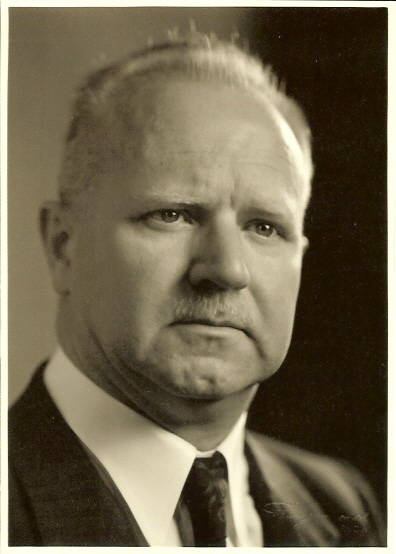
Heinrich Brandenberger

Heinrich Georg Brandenberger (* 12. Juli 1896 in Wien; † 10. August 1964 in Zürich) war Privatdozent an der Eidgenössischen Technischen Hochschule Zürich und beratender Maschineningenieur.

## Leben
Heinrich Brandenberger wurde als ältester Sohn von Heinrich Brandenberger Sr. und Franziska Josepha Knoth, heimatberechtigt in Winterthur ZH geboren und hatte 2 Brüder (Wilhelm und Rudolf) und 2 Schwestern (Minna und Paula). Am 18. Dezember 1930 heiratete er Dora Stierli aus Dietikon ZH, 1937 und 1942 Geburt der Söhne Alfred und Walter.
Heinrich Brandenberger erlangte das Diplom eines Maschineningenieurs und den Doktortitel der Technischen Wissenschaften an der Technischen Hochschule in Wien. Bereits 1919 im Alter von 23 Jahren hatte Heinrich Brandenberger als Student der Technischen Hochschule in Wien ein Patent über die Einrichtung an Kegelradhobelmaschinen zur Herstellung schraubenförmiger Zähne (Patent-Urkunde Nr. 85983 vom 25. Oktober 1921) eingereicht. Die Spiralkegelradhobelmaschine wurde später von der Maschinenfabrik Oerlikon in Zürich unter dem Namen „Spiromatic“ hergestellt.
Die weitere berufliche Laufbahn von Heinrich Brandenberger beinhaltete:
- 1921–1924 Leiter des Konstruktionsbüros bei den Oesterreichischen Werken in Wien.
- 1932–1939 Konstruktionsingenieur bei den Nova Werken Zürich.
- 1928–1955 Privatdozent mit Lehrauftrag an der Eidgenössischen Technischen Hochschule Zürich für Werkzeugmaschinen, Werkstatttechnik und Getriebelehre.[3][4]
- 1940–1941 Forschungsleiter am Werkzeugmaschinenlaboratorium der Eidgenössischen Technischen Hochschule (ETH) in Zürich.
- Ab 1941 Inhaber eines eigenen Konstruktionsbüros in Wipkingen bei Zürich für Werkzeug-, Spezialmaschinen und Automaten.

## Technisch-Wissenschaftliche Tätigkeit
Heinrich Brandenberger war Inhaber zahlreicher Patente und veröffentlichte 5 Fachbücher (siehe unten) sowie eine große Anzahl von Publikationen in Fachzeitschriften.
Sein primärer Tätigkeits- und Lehrbereich umfasste Konstruktion, Werkzeugmaschinen, Werkstatttechnik, Getriebelehre, Zahnräder und Zerspanung.
Ein weiteres Fachgebiet umfasste Materialprüfung und Festigkeitslehre. Er entwickelte neue Grundlagen auf dem Gebiet der Materialforschung, der Materialprüfung und der Festigkeitslehre und entwickelte eine neue Theorie zu Elastizität und Festigkeit (Vier Hauptsätze der Elastizitäts- und Festigkeitslehre von der elastischen Verformung bis zum Bruch).
Heinrich Brandenberger war ferner ein engagierter Kritiker von Einsteins Relativitätstheorie und publizierte seine „Neuen Erkenntnisse in Physik und Astronomie“ in Fachzeitschriften.

## Bücher
Toleranzen, Passung und Konstruktion
- Darstellung der Toleranzen und ihre richtige Anwendung zur Erreichung passungsgerechter Konstruktionen
- Konstruktion im Allgemeinen, Masskontrolle, Oberflächen, Flächen-Genauigkeit, Gewinde, Wälzlager

Schweizer Druck- u. Verlagshaus Zürich, 1946, 318 Seiten, 221 Abbildungen, 55 Tabellen
Neue Theorie der Elastizität und Festigkeit
- Neue Grundlagen der Materialprüfung und Festigkeitslehre
- Der Mangel der derzeitigen Elastizitätstheorie und dessen Behebung
- Neue Theorie der Deformationsvorgänge und Spannungen fester Körper
- Berechnung der Fliessgrenzen, der Spannungsverfestigung und der bleibenden Dehnung beim einfachen Zugversuch

Schweizer Druck- und Verlagshaus, 1948, 216 Seiten, 65 Abbildungen, 6 Tabellen
Fertigungsgerechtes Konstruieren
- Einführung in die persönliche Arbeitstechnik des Konstrukteurs
- Für das fertigungsgerechte Konstruieren massgebende Gesichtspunkte, Regeln und Gesetze und die wichtigsten in der Industrie angewendeten Arbeitsmethoden
- Werkstücke aus Gusseisen, Stahlguss, Temperguss, Aluminium- und Leichtmetallguss, Schweisskonstruktionen, der Baustahl, die Gestaltfestigkeit etc.
- Wegleitung für die Kontrolle der Werkstattzeichnungen usw.

Schweizer Druck- und Verlagshaus Zürich, 1949, 404 Seiten, 692 Abbildungen, 64 Tabellen
Kinematische Getriebemodelle Miniatecnic
- Einführung in die Grundlagen der Kinematik und Getriebelehre
- Instruktionsbuch mit 500 Eigenschaften und Lehrsätzen mit über 280 Abbildungen
- Getriebemodelle als unentbehrliche Hilfsmittel zur Veranschaulichung der Kinematik. Detaillierte Konstruktionszeichnungen der Modelle zum genauen Studium des Aufbaus der einzelnen Getriebe
- Jede Eigenschaft ist überdies als Lehrsatz festgehalten, worin jeder einzelne Gedanke als besonderer Punkt gekennzeichnet erscheint.
- Neuartige Methode, welche es ermöglicht, die kompliziertesten Zusammenhänge in einzelne, einfache Erkenntnisse zu zerlegen, die sich mit Leichtigkeit beherrschen und verwerten lassen

Schweizer Druck- und Verlagshaus, 1955, 245 Seiten
Funktionsgerechtes Konstruieren
- Erkenntnisse, Gesichtspunkte, Regeln und Gesetze über das funktionsgerechte Konstruieren
- Gestaltung von Bauteilen und die konstruktive Entwicklung von Vorrichtungen

Schweizer Druck- und Verlagshaus Zürich, 1957, 341 Seiten